# Mahinder Rathipal
Mahinderpersad (Mahinder) Rathipal (Paramaribo, 10 maart 1956 – 4 oktober 2023) was een Surinaams politicus. Hij was van 2000 tot 2015 lid van De Nationale Assemblée.

## Biografie
Mahinder Rathipal was lid van de Vooruitstrevende Hervormings Partij (VHP). Na de verkiezingen van 2000 werd Paul Somohardjo minister in het kabinet-Venetiaan II, waardoor zijn plaats in De Nationale Assemblée vrijkwam voor Rathipal. Hij nam zijn zetel in op 14 september 2000. Vervolgens keerde Rathipal ook terug na de verkiezingen van 2005 en 2010.
Hij ging in maart 2016 met pensioen en bleef actief voor de VHP, onder meer als ondervoorzitter in het hoofdbestuur. Sinds september 2015 was hij ook lid van de Staatsraad. In 2022 werd hij gekozen tot voorzitter van de partijraad; hij was tevens voorzitter van het partijcongres van de VHP.
Hij was enige tijd ziek toen hij op 4 oktober 2023 overleed. Mahinder Rathipal is 67 jaar oud geworden.